# Mitt i allt det meningslösa
Mitt i allt det meningslösa är en psalm med text skriven 1976 av Svein Ellingsen och är översatt till svenska 1993 av Jan Arvid Hellström. Musiken är skriven 1991 av Lars Åberg.

## Publicerad som
- Nr 896 i Psalmer i 90-talet under rubriken "Tillsammans på jorden".